# Лазьян, Иосиф Герасимович
Иосиф Герасимович Лазьян (Лазиян) (арм. Իոսիֆ Լազյան, 7 июля 1888 года, Ахалцих — 9 мая 1938 года) — русский революционер-большевик, советский государственный и партийный деятель. Первым в Армении награждён орденом Красного Знамени. Репрессирован в годы большого террора.

## Биография
Родился в семье бедного пекаря, с 9 лет работал в типографии в родном городе. С детства пристрастился к чтению. Под влиянием революционеров, ссылаемых в Ахалцихе из Баку и Тифлиса, приобщился к социал-демократическим идеям.
В 1907 году вступил в РСДРП, примыкал к большевикам. Вёл пропагандистскую работу в войсках. В 1908 году призван в армию. Служил в Риге, затем работал там же. В 1913 году был арестован, после освобождения уехал в Германию. Работал в типографии в Берлине. Немецкий язык Лазьян освоил во время пребывания в Прибалтике, поэтому в Берлине смог устроиться на работу наборщиком в немецкую типографию. Занимался изучением марксистской литературы, познакомился с Розой Люксембург и Карлом Либкнехтом, посещал их лекции. В своей автобиографии, написанной в 1922 г., Лазьян отмечал: «Материалы, по вопросу армянской резни в Турции, о которой выступил К. Либкнехт в рейхстаге, были собраны мною в армянской колонии».
Вернувшись в 1918 году в Россию, сотрудничал в газете «Кавказской Красной Армии», органа Бакинского военно-революционного комитета, секретарь редакции. После падения Бакинской коммуны, был арестован и по освобождении уехал в Астрахань. В Астрахани вместе с Сергеем Буданцевым организовал выпуск газеты «Красный воин», был ее редактором в 1918—1920 гг. Эта старейшая армейская газета издавалась впоследствии как орган Закавказского ВО СССР, а в постсоветские годы вплоть до середины 2004 г. — МО РФ. Избирался председателем Астраханского губернского комитета РКП (б) и его президиума.
Участник похода ХI Красной Армии из Астрахани на Кавказ и Закавказье.
После восстановления советской власти в Азербайджане избран членом горсовета Баку, но уехал на Западный фронт добровольцем.
В 1920 году боролся за установление советской власти в Армении, участник гражданской войны. Был назначен начальником политуправления Армянской красной армии.
Один из организаторов Лорийского вооруженного восстания, ответственный руководитель штаба повстанцев, располагавшегося в г. Караклисе (ныне Ванадзор, одна из улиц Ванадзора названа именем Лазьяна). В монографии В. М. Муханова (2019 г.) отдельная глава посвящена Лорийскому восстанию, в приложениях к монографии помещен доклад И. Лазьяна Кавказскому бюро ЦК РКП (б) о ходе и итогах этого восстания.
В марте 1921 года назначен представителем ЦК КП(б) Армении в Грузии. В 1922 году направлен в Москву на курсы марксизма-ленинизма. В Москве занимал ряд партийных должностей, в 1924 году возглавил отдел агитации и пропаганды Замоскворецкого райкома РКП(б), в 1925 — отдел печати Московского партийного комитета. Жил в доме 17 по ул. Петровка.
В конце 1928 года направлен в подмосковную Коломну, ответственный секретарь уездного комитета партии.
27 сентября 1929 года назначен ответственным редактором «Рабочей Москвы» (ныне — «Московская правда») и «Вечерней Москвы».
В 1934 году окончил Институт мирового хозяйства и мировой политики (Институт красной профессуры). Выучил английский язык и получил назначение экономистом в Торговое представительство СССР, через год становится заведующим лондонским отделением ТАСС.
4 мая 1937 года отозван в Москву, 3 июня назначен заведующим Государственным учебно-педагогическим издательством (Учпедгиз). Жил в Доме на Набережной (ул. Серафимовича, 2).
Арестован 7 ноября 1937 года (по другим сведениям в 1938 году). Расстрелян 9 мая 1938 года. Реабилитирован посмертно Военной коллегией Верховного суда СССР в июне 1955 года.
Жена — Тараманьян Галина Савельевна (1897), после ареста мужа содержалась под подпиской о невыезде.